# 圖庫姆

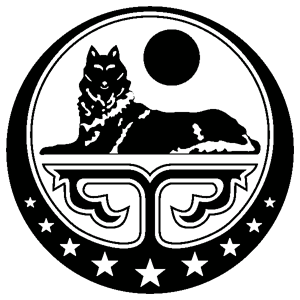
伊奇克里亞車臣共和國國徽上九顆星星分別代表九個圖庫姆

圖庫姆是車臣人的一種由中世紀未期至19世紀未流行的社會結構兼行政區劃，屬於泰普文化中的一環。圖庫姆是一種部落會議的形式，由各泰普選出代表出席，每個圖庫姆都擁有定量的領地，但其領地並不一定具有連續性，可能存在若干飛地。

## 列表
車臣歷史共有九個圖庫姆(以成立時間排序)：
- 由於四百年內各圖庫姆名稱多次改變，僅列出滅亡前名稱或現名。
- 前四個圖庫姆多為白種人，後五個圖庫姆多為黃種人。

### 帕納金
史稱瓦河夫納、奧赫，主要領地在現今達吉斯坦東南部。亦為最為遠古的圖庫姆，主要由達吉斯坦車臣人組成。在高加索戰爭遭俄軍大規模屠殺，1859年降俄，1877年再遭俄軍大規模屠殺，扁豆行動後被永久逐出原居地。

### 馬赫斯汀奇†
史稱馬納奇、馬勒托，主要領地在車臣西部與印古什地區邊界貝洛瓦地區，1877年車臣及達吉斯坦起義中遭俄軍種族滅絕式屠殺，整個圖庫姆遭受清洗。僅馬斯提亞、亞納奇兩部落因降俄倖存。

### 諾切曼卡亥
史稱伊奇克里亞、車臣尼亞，主要領地為今格羅茲尼和格羅茲尼州以及北部地區，是現代車臣人、車臣國家的源頭，亦是車臣三大獨立民族國家的發源地。1785年俄國進佔時降俄，為最早降俄之圖庫姆。高加索戰爭中期參戰，1846年再度降俄。超過70%的車臣人都屬諾切曼卡亥裔，是車臣人第一大族裔。

著名人物：
- 魯斯蘭·伊姆拉諾維奇·哈斯布拉托夫：俄羅斯聯邦最高蘇維埃副主席。
- 艾哈邁德·卡德羅夫：俄羅斯聯邦車臣共和國第一任總統
- 艾哈邁德·卡德羅夫：俄羅斯聯邦車臣共和國第三任總統
- 澤利姆漢·揚達爾比耶夫：伊奇克里亞車臣共和國第二任總統。
- 阿斯蘭·馬斯哈多夫：伊奇克里亞車臣共和國第三任總統。

### 奧薩埃提†
史稱奧帕耶高、卡瓦勒涅塔、奧薩耶夫、埃薩勒，主要領地為今拉姆斯、哈提切尼，在高加索戰爭早期為抗俄主力，1832年被俄軍大部分屠滅。因長久通婚，切提汀尼人多具奧薩埃提血統。

### 塔勒爾
史稱塔希爾，主要領地為烏魯斯-馬爾坦，在高加索戰爭中曾長期抗俄，1842年被俄軍大規模屠殺，後降俄。

- 謝赫曼蘇爾：車臣蘇菲派中聖戰穆里德派領袖，在1785年對俄國發起聖戰，1791年敗北被囚。
- 阿盧·阿爾哈諾夫：俄羅斯聯邦車臣共和國第二任總統。

### 切提汀尼
史稱亞京斯諾、切提，主要領地為車臣南部，在高加索戰爭採取中立立場，受喬治亞軍庇護，1877年遭俄軍大規模屠殺，是車臣人第三大族裔。

- 焦哈爾·杜達耶夫：伊奇克里亞車臣共和國總統，車臣獨立運動領袖。
- 焦哈爾·察爾納耶夫：波士頓爆炸案和麻省理工學院槍擊案嫌犯之一。
- 昆塔·哈吉：車臣蘇菲派中和平穆里德派領袖。主張在高加索戰爭停止反俄國。

### 查帕內
史稱米列斯基，主要領地為車臣西南部，高加索戰爭中抵抗俄國，1877年起義時保持中立，在俄國庇護下自治。1879年投降俄國，在各圖庫姆中最晚投降。

著名人物：
- 沙米爾·巴薩耶夫：伊奇克里亞車臣共和國陸軍將領。

### 沙托†
史稱沙、沙來，主要領地為沙里、沙來、沙台，在高加索戰爭中被大規模屠殺，由於身材矮小和作為少數藍眼黃色人種，常被俄人當作農奴或觀賞物。1867年5月3日，最後一位被普遍認定的純種沙裔車臣人阿布‧拉赫提在斯維爾德洛夫斯克動物園中被抓出來處決，但沙裔人的習俗和文化仍有在近親沙台人中流傳。

### 沙台
史稱穆台，主要領地為車臣中部和東部，為沙裔人近親，但眼瞳多為褐色，在高加索戰爭遭俄軍大規模屠殺，1848年投降俄軍，1877年再度遭俄軍大規模屠殺，是車臣人第二大族裔。

著名人物：
- 多卡·烏馬羅夫：高加索酋長國第一任埃米爾。
- †為被摧毀之圖庫姆